# Gabriela Maire
Rita Gabriela Maire Cuellar (La Paz, Bolivia, 22 de enero de 1981) es una productora de cine latinoamericano, reconocida por su trabajo en producciones cinematográficas de Bolivia y México.

## Biografía
Gabriela Maire nació en La Paz, Bolivia, el 22 de enero de 1981. Estudió comunicación social en la Universidad Católica Boliviana San Pablo y posteriormente cursó estudios cinematográficos en la Escuela de Cine y Artes Audiovisuales de La Paz.

## Carrera
Zona Sur (2009)
En 2009, Maire produjo Zona Sur, una película dirigida por Juan Carlos Valdivia. La película tuvo su estreno mundial en el Festival de Cine de Tokioy fue presentada en más de 70 festivales internacionales, como Sundance, Berlín, Biarritz, La Habana, Guadalajara, Londres y Lima. Zona Sur recibió premios, entre ellos Mejor Guion y Mejor Dirección en el Festival de Sundance, y Mejor Guion, Mejor Actor y un Premio Especial del Jurado por Producción en el Festival Internacional de Cine de Guadalajara. Además, fue seleccionada para representar a Bolivia en los Oscar y los Premios Goya en 2010.
Yvy Maraey, Tierra sin mal (2013)
En 2013, produjo la película Yvy Maraey, Tierra sin mal, dirigida también por Juan Carlos Valdivia. Esta película fue una coproducción entre Río Negro de México y Cinenómada de Bolivia. El film se estrenó en el Festival de Cine de Mar del Plata y en el Festival de La Habana, iniciando su recorrido por varios festivales internacionales. En 2014, fue invitada a proyectarse en el Museo de Arte Moderno de Nueva York (MoMA). Al igual que Zona Sur, fue seleccionada para representar a Bolivia en los Premios Goya.
Trayectoria en México
En 2013, se trasladó a México, donde continuó trabajando como productora ejecutiva en Ítaca Films. En 2014, lideró la producción de la película Amor de mis amores, dirigida por Manolo Caro. Ese mismo año, fue productora asociada de Malacrianza, dirigida por Arturo Menéndez, que se estrenó en el AFI Fest y el Festival de Cine de La Habana. Malacrianza fue la primera película salvadoreña en proyectarse internacionalmente desde 1969.
Fundación de Zafiro Cinema
En 2018, Gabriela Maire fundó la productora Zafiro Cinema, empresa con la que produjo la película Te llevo conmigo (2020), una coproducción entre México y Estados Unidos, dirigida por la nominada al Oscar Heidi Ewing, estrenada en el festival de SUNDANCE y ganadora de los premios NEXT Innovador Award y Audience Award en 2020; y nominada en 4 categorías a los Premios Ariel de México. En 2019, Zafiro Cinema desarrolló el proyecto chileno-boliviano Perros, de Vinko Tomicíc, que ganó el premio al Mejor Proyecto de la Cinefundación en el Festival de Cine de Cannes y gracias a una coproducción entre Bolivia, México, Chile, Francia, Italia y Ecuador, se filmó en La Paz, Bolivia en 2021 y fue estrenada en competencia en TRIBECA en junio de 2024. Siguiendo su camino, se asocio a Cabal Films, para apoyar la producción del proyecto LA CARAVANA,  película documental dirigida por Nuría Clavero y Aitor Palacios, nominada en la categoría a mejor película en el Shangai International Film Festival(2023) y a Mejor película Internacional en el festival DOC NYC (2023). Actualmente trabajan en la posproducción de su mas nuevo proyecto "La Cazadora" de Suzanne Andrews Correa en coproducción con Mynette Louie de THE POPULATION que fue filmada den Juaréz, México a finales de 2024.

## Reconocimiento
En 2020, Gabriela Maire fue invitada a formar parte de la Academia de Artes y Ciencias Cinematográficas (AMPAS), convirtiéndose en una de las tres productoras latinas invitadas y la primera productora boliviana en formar parte de la Academia de Hollywood. El 2021, recibió su primera nominación a los Spirit Awards por Te llevo conmigo.

## Filmografía
| Año  | Película                             | Cargo                                         |
| ---- | ------------------------------------ | --------------------------------------------- |
| 2006 | Licorcito de Coca                    | Productora                                    |
| 2006 | Atajo 10 años                        | Productora                                    |
| 2007 | Che Guerrilla                        | Asistente de Producción                       |
| 2007 | La Traque                            | Asistente de Producción                       |
| 2009 | Zona Sur                             | Productora                                    |
| 2013 | Yvy Maraey, Tierra sin mal           | Productora                                    |
| 2014 | Malacrianza                          | Productora Asociada                           |
| 2014 | Amor de mis Amores                   | Productora Ejecutiva/ Directora de Producción |
| 2014 | La Caridad                           | Productora                                    |
| 2015 | Fatima o el parque de la fraternidad | Directora de Producción                       |
| 2015 | X-Quinientos                         | Productora en línea                           |
| 2016 | La vida inmortal de la pareja ideal  | Productora en línea                           |
| 2017 | Chivas, la película                  | Productora                                    |
| 2018 | Las niñas bien                       | Productora                                    |
| 2019 | El profugo                           | Productora en línea                           |
| 2020 | Te llevo conmigo                     | Productora                                    |
| 2020 | Animales humanos                     | Productora ejecutiva                          |
| 2021 | Juega conmigo                        | Productora ejecutiva                          |
| 2021 | El amarre                            | Productora Ejecutiva                          |
| 2024 | El ladrón de perros                  | Productora                                    |
| 2025 | La Cazadora                          | Productora                                    |